# Stigmella (chi bướm đêm)
Stigmella là một chi bướm đêm thuộc họ Nepticulidae.

## Các loài ở châu Phi
- Stigmella abachausi (Janse, 1948)
- Stigmella abutilonica Scoble, 1978
- Stigmella allophylica Scoble, 1978
- Stigmella allophylivora Gustafsson, 1985
- Stigmella ampullata Scoble, 1978
- Stigmella androflava Scoble, 1978
- Stigmella angustivalva Scoble, 1978
- Stigmella caliginosa (Meyrick, 1921)
- Stigmella celtifoliella Vari, 1955
- Stigmella charistis Vari, 1963
- Stigmella confinalis Scoble, 1978
- Stigmella crotonica Scoble, 1978
- Stigmella dombeyivora Scoble, 1978
- Stigmella ficivora Gustafsson, 1985
- Stigmella fluida (Meyrick, 1911)
- Stigmella galactacma (Meyrick, 1924)
- Stigmella generalis Scoble, 1978
- Stigmella geranica Scoble, 1978
- Stigmella grewiae Scoble, 1978
- Stigmella gustafssoni (Capuse, 1975)
- Stigmella hortorum Scoble, 1978
- Stigmella ingens (Meyrick, 1913)
- Stigmella irrorata (Janse, 1948)
- ?Stigmella kruegeri Vari, 1963
- Stigmella letabensis Scoble, 1978
- Stigmella liota Vari, 1963
- Stigmella mandingella (Gustafsson, 1972)
- Stigmella maytenivora Gustafsson, 1985
- Stigmella naibabi Mey, 2004
- Stigmella nigrata (Meyrick, 1913)
- Stigmella panconista (Meyrick, 1920)
- Stigmella parinarella Vari, 1955
- Stigmella perplexa (Janse, 1948)
- Stigmella platyzona Vari, 1963
- Stigmella porphyreuta (Meyrick, 1917)
- Stigmella potgieteri Scoble, 1978
- Stigmella pretoriata Scoble, 1978
- Stigmella protosema (Meyrick, 1921)
- Stigmella rhomboivora Gustafsson, 1985
- Stigmella rhynchosiella Vari, 1955
- Stigmella satarensis Scoble, 1978
- Stigmella tragilis Scoble, 1978
- Stigmella triumfettica Scoble, 1978
- Stigmella tropicatella Legrand, 1965
- Stigmella urbica (Meyrick, 1913)
- Stigmella uwusebi Mey, 2004
- Stigmella varii Scoble, 1978
- Stigmella wollofella (Gustafsson, 1972)
- Stigmella worcesteri Scoble, 1983
- ?Stigmella xanthomitra (Meyrick, 1921)

## Các loài ở vùng sinh thái Palearctic
Các loài ở châu Âu:
- Stigmella aceris  (Frey, 1857)
- Stigmella aeneofasciella  (Herrich-Schaffer, 1855)
- Stigmella alaternella  (Le tháng 3and, 1937)
- Stigmella alnetella  (Stainton, 1856)
- Stigmella amygdali  (Klimesch, 1978)
- Stigmella anomalella  (Goeze, 1783)
- Stigmella assimilella  (Zeller, 1848)
- Stigmella atricapitella  (Haworth, 1828)
- Stigmella aurella  (Fabricius, 1775)
- Stigmella auromarginella  (Richardson, 1890)
- Stigmella aurora  Puplesis, 1984
- Stigmella azaroli  (Klimesch, 1978)
- Stigmella basiguttella  (Heinemann, 1862)
- Stigmella benanderella  (Wolff, 1955)
- Stigmella betulicola  (Stainton, 1856)
- Stigmella carpinella  (Heinemann, 1862)
- Stigmella catharticella  (Stainton, 1853)
- Stigmella centifoliella  (Zeller, 1848)
- Stigmella cocciferae  van Nieukerken & Johansson, 2003
- Stigmella confusella  (Wood & Walsingham, 1894)
- Stigmella continuella  (Stainton, 1856)
- Stigmella crataegella  (Klimesch, 1936)
- Stigmella crenulatae  (Klimesch, 1975)
- Stigmella desperatella  (Frey, 1856)
- Stigmella diniensis  (Klimesch, 1975)
- Stigmella dorsiguttella  (Johansson, 1971)
- Stigmella dryadella  (O. Hofmann, 1868)
- Stigmella eberhardi  (Johansson, 1971)
- Stigmella fasciata  van Nieukerken & Johansson, 2003
- Stigmella filipendulae  (Wocke, 1871)
- Stigmella floslactella  (Haworth, 1828)
- Stigmella freyella  (Heyden, 1858)
- Stigmella geimontani  (Klimesch, 1940)
- Stigmella glutinosae  (Stainton, 1858)
- Stigmella hahniella  (Wortz, 1890)
- Stigmella hemargyrella  (Kollar, 1832)
- Stigmella hybnerella  (Hubner, 1796)
- Stigmella ilicifoliella  (Mendes, 1918)
- Stigmella incognitella  (Herrich-Schaffer, 1855)
- Stigmella inopinata  A. & Z. Lastuvka, 1991
- Stigmella irregularis  Puplesis, 1994
- Stigmella johanssonella  A. & Z. Lastuvka, 1997
- Stigmella kazakhstanica  Puplesis, 1991
- Stigmella lapponica  (Wocke, 1862)
- Stigmella lediella  (Schleich, 1867)
- Stigmella lemniscella  (Zeller, 1839)
- Stigmella lonicerarum  (Frey, 1856)
- Stigmella luteella  (Stainton, 1857)
- Stigmella macrolepidella  (Klimesch, 1978)
- Stigmella magdalenae  (Klimesch, 1950)
- Stigmella malella  (Stainton, 1854)
- Stigmella mespilicola  (Frey, 1856)
- Stigmella microtheriella  (Stainton, 1854)
- Stigmella minusculella  (Herrich-Schaffer, 1855)
- Stigmella muricatella  (Klimesch, 1978)
- Stigmella myrtillella  (Stainton, 1857)
- Stigmella naturnella  (Klimesch, 1936)
- Stigmella nivenburgensis  (Preissecker, 1942)
- Stigmella nylandriella  (Tengstrom, 1848)
- Stigmella obliquella  (Heinemann, 1862)
- Stigmella oxyacanthella  (Stainton, 1854)
- Stigmella paliurella  Gerasimov, 1937
- Stigmella pallidiciliella  Klimesch, 1946
- Stigmella paradoxa  (Frey, 1858)
- Stigmella perpygmaeella  (Doubleday, 1859)
- Stigmella plagicolella  (Stainton, 1854)
- Stigmella poterii  (Stainton, 1857)
- Stigmella pretiosa  (Heinemann, 1862)
- Stigmella prunetorum  (Stainton, 1855)
- Stigmella pyrellicola  (Klimesch, 1978)
- Stigmella pyri  (Glitz, 1865)
- Stigmella pyrivora  Gustafsson, 1981
- Stigmella regiella  (Herrich-Schaffer, 1855)
- Stigmella rhamnella  (Herrich-Schaffer, 1860)
- Stigmella rhamnophila  (Amsel, 1934)
- Stigmella roborella  (Johansson, 1971)
- Stigmella rolandi  van Nieukerken, 1990
- Stigmella ruficapitella  (Haworth, 1828)
- Stigmella sakhalinella  Puplesis, 1984
- Stigmella salicis  (Stainton, 1854)
- Stigmella samiatella  (Zeller, 1839)
- Stigmella sanguisorbae  (Wocke, 1865)
- Stigmella sorbi  (Stainton, 1861)
- Stigmella speciosa  (Frey, 1857)
- Stigmella spinosissimae  (Waters, 1928)
- Stigmella splendidissimella  (Herrich-Schaffer, 1855)
- Stigmella stelviana  (Weber, 1938)
- Stigmella stettinensis  (Heinemann, 1871)
- Stigmella styracicolella  (Klimesch, 1978)
- Stigmella suberivora  (Stainton, 1869)
- Stigmella svenssoni  (Johansson, 1971)
- Stigmella szoecsiella  (Borkowski, 1972)
- Stigmella thuringiaca  (Petry, 1904)
- Stigmella tiliae  (Frey, 1856)
- Stigmella tityrella  (Stainton, 1854)
- Stigmella tormentillella  (Herrich-Schaffer, 1860)
- Stigmella torminalis  (Wood, 1890)
- Stigmella trimaculella  (Haworth, 1828)
- Stigmella tristis  (Wocke, 1862)
- Stigmella trojana  Z. & A. Lastuvka, 1998
- Stigmella ulmiphaga  (Preissecker, 1942)
- Stigmella ulmivora  (Fologne, 1860)
- Stigmella vimineticola  (Frey, 1856)
- Stigmella viscerella  (Stainton, 1853)
- Stigmella xystodes  (Meyrick, 1916)
- Stigmella zangherii  (Klimesch, 1951)
- Stigmella zelleriella  (Snellen, 1875)

Các loài ở ngoài châu Âu:
- Stigmella abaiella Klimesch, 1979
- Stigmella acerna Puplesis, 1988
- Stigmella acrochaetia Kemperman & Wilkinson, 1985
- Stigmella aflatuniae Puplesis & Diškus, 1996
- Stigmella aiderensis Puplesis, 1988
- Stigmella aladina Puplesis, 1984
- Stigmella alaurulenta Kemperman & Wilkinson, 1985
- Stigmella alikurokoi Kemperman & Wilkinson, 1985
- Stigmella alisa Puplesis, 1985
- Stigmella amuriella Puplesis, 1985
- Stigmella arbatella (Chrétien, 1922)
- Stigmella armeniana Puplesis, 1994
- Stigmella attenuata Puplesis, 1985
- Stigmella auricularia Puplesis, Diškus & Juchnevic, 2003
- Stigmella azuminoensis Hirano, 2010
- Stigmella azusa Hirano, 2010
- Stigmella betulifoliae Puplesis & Diškus, 2003
- Stigmella bicolor Puplesis, 1988
- Stigmella bicuspidata van Nieukerken & Johansson, 2003
- Stigmella birgittae Gustafsson, 1985
- Stigmella boehmeriae Kemperman & Wilkinson, 1985
- Stigmella bumbegerensis Puplesis, 1984
- Stigmella caesurifasciella Kemperman & Wilkinson, 1985
- Stigmella caspica Puplesis, 1994
- Stigmella castanopsiella (Kuroko, 1978)
- Stigmella cathepostis Kemperman & Wilkinson, 1985
- Stigmella cerasi Puplesis & Diškus, 1996
- Stigmella chaenomelae Kemperman & Wilkinson, 1985
- Stigmella circumargentea van Nieukerken & Y.Q. Liu, 2000
- Stigmella clisiotophora Kemperman & Wilkinson, 1985
- Stigmella conchyliata Kemperman & Wilkinson, 1985
- Stigmella crataegi Gerasimov, 1937
- Stigmella crataegivora Puplesis, 1985
- Stigmella crenatiella Hirano, 2010
- Stigmella dentatae Puplesis, 1984
- Stigmella dissona (Puplesis, 1984)
- Stigmella divina Puplesis, Diškus & van Nieukerken, 1997
- Stigmella egonokii Kemperman & Wilkinson, 1985
- Stigmella excelsa Puplesis & Diškus, 2003
- Stigmella fasciola Puplesis & Diškus, 2003
- Stigmella fervida Puplesis, 1984
- Stigmella ficulnea Puplesis & Krasilnikova, 1994
- Stigmella flavescens Puplesis, 1994
- Stigmella fumida Kemperman & Wilkinson, 1985
- Stigmella fuscacalyptriella Puplesis, 1994
- Stigmella georgiana Puplesis, 1994
- Stigmella gimmonella (Matsumura, 1931)
- Stigmella grandistyla Puplesis, 1994
- Stigmella gutlebiella Laštuvka & Huemer, 2002
- Stigmella hisakoae Hirano, 2010
- Stigmella hisaii Kuroko, 2004
- Stigmella hissariella Puplesis, 1994
- Stigmella honshui Kemperman & Wilkinson, 1985
- Stigmella ichigoiella Kemperman & Wilkinson, 1985
- Stigmella japonica Kemperman & Wilkinson, 1985
- Stigmella johanssoni Puplesis & Diškus, 1996
- Stigmella juratae Puplesis, 1988
- Stigmella kao van Nieukerken & Y.Q. Liu, 2000
- Stigmella karsholti van Nieukerken & Johansson, 2003
- Stigmella kasyi van Nieukerken & Johansson, 2003
- Stigmella klimeschi Puplesis, 1988
- Stigmella kondarai Puplesis, 1988
- Stigmella kopetdagica Puplesis, 1994
- Stigmella kozlovi Puplesis, 1984
- Stigmella kurilensis Puplesis, 1987
- Stigmella kurokoi Puplesis, 1984
- Stigmella kurotsubarai Kemperman & Wilkinson, 1985
- Stigmella kuznetzovi Puplesis, 1994
- Stigmella lanceolata Puplesis, 1994
- Stigmella lithocarpella van Nieukerken & Liu, 2000
- Stigmella longispina Puplesis, 1994
- Stigmella lurida Puplesis, 1994
- Stigmella malifoliella Puplesis, 1991
- Stigmella maloidica Puplesis, 1991
- Stigmella micromelis Puplesis, 1985
- Stigmella mirabella (Puplesis, 1984)
- Stigmella monella Puplesis, 1984
- Stigmella montana Puplesis, 1991
- Stigmella monticulella Puplesis, 1984
- Stigmella morivora Hirano, 2010
- Stigmella motiekaitisi Puplesis, 1994
- Stigmella nakamurai Kemperman & Wilkinson, 1985
- Stigmella nireae Kemperman & Wilkinson, 1985
- Stigmella nostrata Puplesis, 1984
- Stigmella oa Kemperman & Wilkinson, 1985
- Stigmella omelkoi Puplesis, 1984
- Stigmella oplismeniella Kemperman & Wilkinson, 1985
- Stigmella orientalis Kemperman & Wilkinson, 1985
- Stigmella palionisi Puplesis, 1984
- Stigmella palmatae Puplesis, 1984
- Stigmella pamirbetulae Puplesis & Diškus, 2003
- Stigmella polymorpha Puplesis & Diškus, 2003
- Stigmella populnea Kemperman & Wilkinson, 1985
- Stigmella regina Puplesis, 1984
- Stigmella sashai Puplesis, 1984
- Stigmella semiaurea Puplesis, 1988
- Stigmella sorbivora Kemperman & Wilkinson, 1985
- Stigmella spiculifera Kemperman & Wilkinson, 1985
- Stigmella subsorbi Puplesis, 1994
- Stigmella taigae Puplesis, 1984
- Stigmella talassica Puplesis, 1992
- Stigmella tegmentosella Puplesis, 1984
- Stigmella titivillitia Kemperman & Wilkinson, 1985
- Stigmella tranocrossa Kemperman & Wilkinson, 1985
- Stigmella trifasciata (Matsumura, 1931)
- Stigmella trisyllaba Puplesis, 1992
- Stigmella turbatrix Puplesis, 1994
- Stigmella ultima Puplesis, 1984
- Stigmella vandrieli van Nieukerken & Liu, 2000
- Stigmella vittata Kemperman & Wilkinson, 1985
- Stigmella zelkoviella Kemperman & Wilkinson, 1985
- Stigmella zizyphi (Walsingham, 1911)
- Stigmella zumii Kemperman & Wilkinson, 1985

## Các loài ở vùng sinh thái Indo-Malay
- Stigmella aeriventris (Meyrick, 1932)
- Stigmella alicia (Meyrick, 1928)
- Stigmella argyrodoxa (Meyrick, 1918)
- Stigmella auxozona (Meyrick, 1934)
- Stigmella ebbenielseni van Nieukerken & van den Berg, 2003
- Stigmella elachistarcha (Meyrick, 1934)
- Stigmella elegantiae Puplesis & Diškus, 2003
- Stigmella fibigeri Puplesis & Diškus, 2003
- Stigmella himalayai Puplesis & Diškus, 2003
- Stigmella hoplometalla (Meyrick, 1934)
- Stigmella ipomoeella (Gustafsson, 1976)
- Stigmella isochalca (Meyrick, 1916)
- Stigmella longicornuta Puplesis & Diškus, 2003
- Stigmella maculifera Puplesis & Diškus, 2003
- Stigmella neodora (Meyrick, 1918)
- Stigmella nepali Puplesis & Diškus, 2003
- Stigmella oligosperma (Meyrick, 1934)
- Stigmella oritis (Meyrick, 1910)
- Stigmella polydoxa (Meyrick, 1911)
- Stigmella skulei Puplesis & Diškus, 2003
- Stigmella sruogai Puplesis & Diškus, 2003
- Stigmella tenebrica Puplesis & Diškus, 2003

## Các loài ở Úc và New Zealand
Các loài ở Úc:
- Stigmella leucargyra (Meyrick, 1906)
- Stigmella phyllanthina (Meyrick, 1906)
- Stigmella symmora (Meyrick, 1906)

Các loài ở New Zealand:
- Stigmella aigialeia Donner & Wilkinson, 1989
- Stigmella aliena Donner & Wilkinson, 1989
- Stigmella atrata Donner & Wilkinson, 1989
- Stigmella cassiniae Donner & Wilkinson, 1989
- Stigmella childi Donner & Wilkinson, 1989
- Stigmella cypracma (Meyrick, 1916)
- Stigmella erysibodea Donner & Wilkinson, 1989
- Stigmella fulva (Watt, 1921)
- Stigmella hakekeae Donner & Wilkinson, 1989
- Stigmella hamishella Donner & Wilkinson, 1989
- Stigmella hoheriae Donner & Wilkinson, 1989
- Stigmella ilsea Donner & Wilkinson, 1989
- Stigmella insignis (Philpott, 1927)
- Stigmella kaimanua Donner & Wilkinson, 1989
- Stigmella laqueorum (Dugdale, 1971)
- Stigmella lucida (Philpott, 1919)
- Stigmella maoriella (Walker, 1864)
- Stigmella ogygia (Meyrick, 1889)
- Stigmella oriastra (Meyrick, 1917)
- Stigmella palaga Donner & Wilkinson, 1989
- Stigmella platina Donner & Wilkinson, 1989
- Stigmella progama (Meyrick, 1924)
- Stigmella progonopis (Meyrick, 1921)
- Stigmella propalaea (Meyrick, 1889)
- Stigmella sophorae (Hudson, 1939)
- Stigmella tricentra (Meyrick, 1889)
- Stigmella watti Donner & Wilkinson, 1989

## Các loài ở châu Mỹ
Các loài ở Bắc Mỹ:
- Stigmella alba  Wilkinson & Scoble, 1979
- Stigmella altella  (Braun, 1914)
- Stigmella amelanchierella  (Clemens, 1862)
- Stigmella apicialbella  (Chambers, 1873)
- Stigmella argentifasciella  (Braun, 1912)
- Stigmella aromella Wilkinson & Scoble, 1979
- Stigmella belfrageella  (Chambers, 1875)
- Stigmella braunella  (Jones, 1933)
- Stigmella castaneaefoliella  (Chambers, 1875)
- Stigmella ceanothi  (Braun, 1910)
- Stigmella cerea  (Braun, 1917)
- Stigmella condaliafoliella  (Busck, 1900)
- Stigmella corylifoliella  (Clemens, 1861)
- Stigmella crataegifoliella  (Clemens, 1861)
- Stigmella diffasciae  (Braun, 1910)
- Stigmella flavipedella  (Braun, 1914)
- Stigmella fuscotibiella  (Clemens, 1862)
- Stigmella gossypii  (Forbes & Leonard, 1930)
- Stigmella heteromelis  Newton & Wilkinson, 1982
- Stigmella inconspicuella  Newton & Wilkinson, 1982
- Stigmella intermedia  (Braun, 1917)
- Stigmella juglandifoliella  (Clemens, 1861)
- Stigmella latifasciella  (Chambers, 1878)
- Stigmella longisacca  Newton & Wilkinson, 1982
- Stigmella myricafoliella  (Busck, 1900)
- Stigmella nigriverticella  (Chambers, 1875)
- Stigmella ostryaefoliella  (Clemens, 1861)
- Stigmella pallida  (Braun, 1912)
- Stigmella plumosetaeella  Newton & Wilkinson, 1982
- Stigmella pomivorella  (Packard, 1870)
- Stigmella populetorum  (Frey & Boll, 1878)
- Stigmella procrastinella  (Braun, 1927)
- Stigmella prunifoliella  (Clemens, 1861)
- Stigmella purpuratella  (Braun, 1917)
- Stigmella quercipulchella  (Chambers, 1878)
- Stigmella racemifera Šimkevičiūtė & Stonis, 2009
- Stigmella resplendensella  (Chambers, 1875)
- Stigmella rhamnicola  (Braun, 1916)
- Stigmella rhoifoliella  (Braun, 1912)
- Stigmella rosaefoliella  (Clemens, 1861)
- Stigmella saginella  (Clemens, 1861)
- Stigmella scinanella  Wilkinson & Scoble, 1979
- Stigmella scintillans  (Braun, 1917)
- Stigmella sclerostyla  Newton & Wilkinson, 1982
- Stigmella slingerlandella  (Kearfott, 1908)
- Stigmella stigmaciella  Wilkinson & Scoble, 1979
- Stigmella taeniola  (Braun, 1925)
- Stigmella tiliella  (Braun, 1912)
- Stigmella unifasciella  (Chambers, 1875)
- Stigmella variella  (Braun, 1910)
- Stigmella villosella  (Clemens, 1861)

Các loài ở Nam và Trung Mỹ:
- Stigmella albilamina Puplesis & Robinson, 2000
- Stigmella andina (Meyrick, 1915)
- Stigmella austroamericana Puplesis & Diškus, 2002
- Stigmella barbata Puplesis & Robinson, 2000
- Stigmella costalimai (Bourquin, 1962)
- Stigmella cuprata (Meyrick, 1915)
- Stigmella epicosma (Meyrick, 1915)
- Stigmella eurydesma (Meyrick, 1915)
- Stigmella fuscilamina Puplesis & Robinson, 2000
- Stigmella guittonae (Bourquin, 1962)
- Stigmella hamata Puplesis & Robinson, 2000
- Stigmella hylomaga (Meyrick, 1931)
- Stigmella imperatoria Puplesis & Robinson, 2000
- Stigmella johannis (Zeller, 1877)
- Stigmella kimae Puplesis & Robinson, 2000
- Stigmella marmorea Puplesis & Robinson, 2000
- Stigmella montanotropica Puplesis & Diškus, 2002
- Stigmella nubimontana Puplesis & Diškus, 2002
- Stigmella olyritis (Meyrick, 1915)
- Stigmella ovata Puplesis & Robinson, 2000
- Stigmella peruanica Puplesis & Robinson, 2000
- Stigmella pruinosa Puplesis & Robinson, 2000
- Stigmella rubeta Puplesis & Diškus, 2002
- Stigmella rudis Puplesis & Robinson, 2000
- Stigmella schoorli Puplesis & Robinson, 2000